# Kaibiles

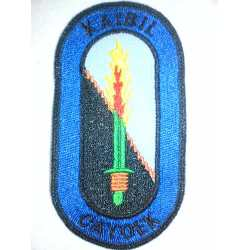
Insigne d'une unité kaibile

Les Kaibiles sont une unité d'élite anti-insurrection des forces armées du Guatemala, spécialisées dans le combat dans la jungle. Créées en 1974-1975 par le régime militaire, elles ont atteint une notoriété mondiale de par leur rôle lors du conflit armé guatémaltèque, et en particulier l'implication de certains d'entre eux dans le massacre de Dos Erres de 1982. Ceci a attiré l'attention de l'opinion publique lors de la transition démocratique, leur existence même devenant très controversée. Leur nom vient d'un leader indigène du XVIe siècle, Kayb'il B'alam (en).

## Rapports sur la guerre civile et transition
Le rapport de 1999 de la Commission pour l'éclaircissement historique, missionnée pour faire la lumière sur les crimes commis pendant la guerre civile, liait ainsi la brutalité des membres à leur entraînement féroce, et souvent mythifié : les Kaibiles ont des rites d'initiation célèbres, tels qu'arracher avec les dents des têtes de poulet et les manger, etc. 
En avril 1998, le Proyecto lnterdiocesano de Recuperación de la Memoria Histórica, une association catholique, recommandait dans son rapport sur la guerre civile, Guatemala: Nunca Más, de dissoudre l'unité.
Cependant, le président Alvaro Arzú Irigoyen, qui mena la transition, décidait en 1996 de ré-affecter l'unité à la lutte contre le trafic de stupéfiants. Ceci allait cependant à l'encontre des accords de paix, qui interdisait aux Kaibiles toute opération de sécurité intérieure, visant leur re-déploiement sur la scène extérieure.

## Aujourd'hui
Malgré ces controverses, les Kaibiles, appuyés par la hiérarchie militaire, n'ont pas été dissous. Certains font partie de la MONUC, les forces de l'ONU stationnées en République démocratique du Congo. Huit d'entre eux sont d'ailleurs morts en janvier 2006 lors d'une opération visant à capturer l'un des chefs de la Lord's Resistance Army (LRA), Vincent Otti (en). D'autres Kaibiles, renégats, ont rejoint Los Zetas, un groupe paramilitaire travaillant pour les cartels mexicains. Le massacre de mai 2011 dans le Petén perpétré par les Zetas rappela d'ailleurs à l'opinion le massacre des Dos Erres, perpétré dans la même région, dans la mesure où des Kaibiles (ou ex-Kaibiles) participèrent aux deux.
Plusieurs ex-Kaibiles ont été arrêtés ou sont en cours d'extradition pour leur rôle dans le massacre de Dos Erres.

## Source principale
- United States Bureau of Citizenship and Immigration Services, Guatemala: Kaibiles and the Massacre at Las Dos Erres, 2 février 2000